# 四姑娘山镇
四姑娘山镇，原称“日隆镇”，位于中国四川小金县东南部，距县城56公里。地处沃日河畔，邛崃山中。总面积480公里，辖金锋、长坪、双碉、双桥、沙坝5个村委会，人口2893人。居民多为藏族。旅游业发达，著名的四姑娘山景区即位于境内，该镇是前往四姑娘山进行登山活动的主要集散地。

## 行政区划
四姑娘山镇下辖以下地区：
金锋村、长坪村、双碉村、双桥村和沙坝村。